# Антоний (Башир)
Митрополит Антоний Башир (араб. أنطونيوس بشير‎, англ. Metropolitan Anthony Bashir; 15 марта 1898, Дума, Ливан — 16 февраля 1966, Бостон, Массачусетс) — епископ Антиохийской православной церкви, архиепископ Нью-Йоркский, митрополит Североамериканский.

## Биография

### Детство и юность
Родился 15 марта 1898 года в городе Дума, Ливан, в семье Иосифа и Зайны Башир. У Антония были 2 брата, Иосиф и Сабах, и две сестры, Адель и Наджела. После рождения Иосифа Зайна совершила паломничество к монастырю святого Антония Великого в Таннурине, маленькой деревушке недалеко от Думы, и дала обет святому Антонию, что если Бог пошлёт ей мальчика, то она назовёт его Антонием. Год спустя родился ребенок, который был доставлен в монастырь святого Антония и назван в честь этого святого. Крещение в Успенской церкви совершил его дядя, священник Илия Хури.

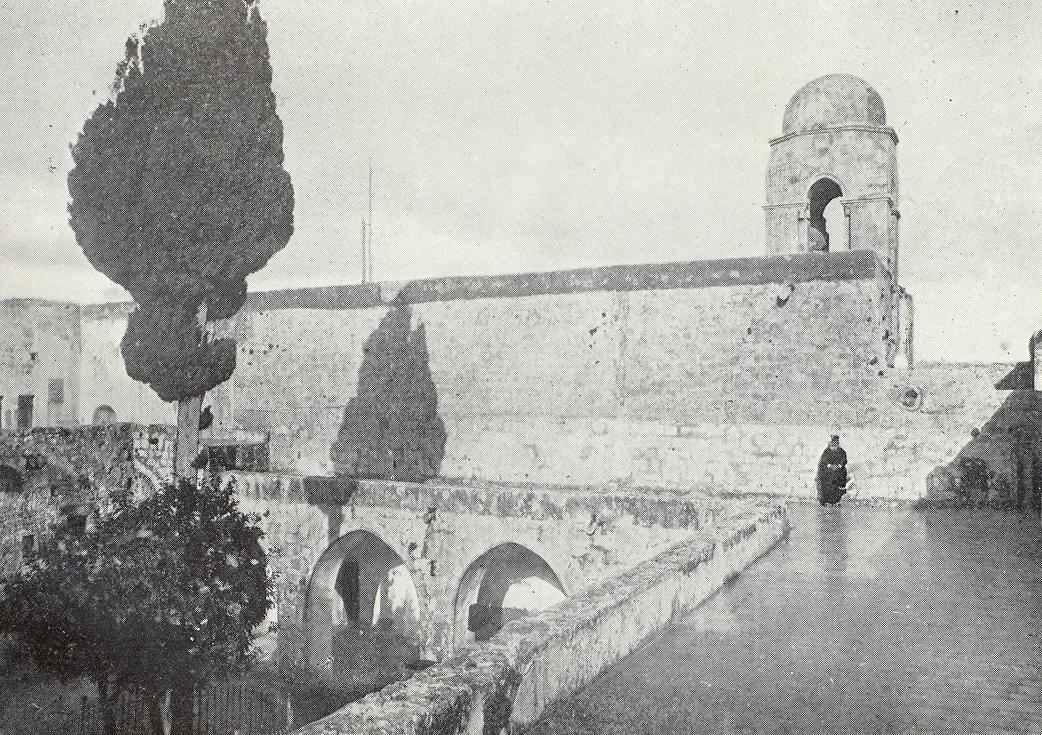
Баламандский монастырь в 1921 году

Дума тогда была преимущественно православной деревней. Там было 3 церкви: Успенская, Георгиевская и Ильинская, а также монастырь Иоанна Крестителя. Хотя семья не считалась богатой, семейный дом использовался как деревенская гостиница для людей, которые приезжали в гости из других регионов. Таким образом, ещё в детстве Антоний был в контакте с людьми разных конфессий и религий. Его сестра Адель характеризовала Антония как «необыкновенно умного и активного ребёрка». Его разум и интересы были чрезвычайно развитыми для его возраста, и он всегда был лидером в детских играх.
Антоний был зачислен в Маскобийскую начальную школу в Думе, организованную при содействии Русской православной церкви. В 1911 году, в возрасте 13 лет, его родители отдали его обучаться в богословскую школу при Баламандском монастыре в Коре, Ливан, чтобы подготовить его к церковному служению. Среди его одноклассников был будущий архиепископ Самуил (Давид), а одним из его учителей был архимандрит Анания (Кассаб). Антоний был ярким учеником, который всегда жаждал знаний, и окончив обучение в Баламанде, продолжил своё образование в Адвокатской школе Баабда в Ливане и в Американском университете Бейрута.

### Начало церковного служения и иная активность в Ливане
В 1915 году становится личным секретарём митрополита Ливанского Герасима (Мессеры) и занимал эту должность до 1920 года. 16 апреля 1916 года рукоположён в сан диакона.
К 1920 году стал известен в арабском мире. Он преподавал в Американском университете Байруте и средней школе Захрат-эль-Эхон в Бейруте. Он обучался гражданскому праву у Наджиба Халафа, Раджи Абу Хайдера и Вакима Из-эль-Дина. Кроме того он был ректором журнал Аль-Мара-Алджадида («Новая Женщина»), где помещал свои статьи. Журнал был опубликован мусульманкой Джулией Томех, которая попыталась улучшить положение женщин в исламском мире. В это же время он сотрудничал с двумя учёными, архиепископом Павлом Абу-Адалом и Наджибом Халафом, в составлении Нового Завета на арабском языке в самом точном переводе, используя тексты из Библии на оригинальном греческом, славянском, английском и также существующее арабское издание; данный перевод так и не был издан.

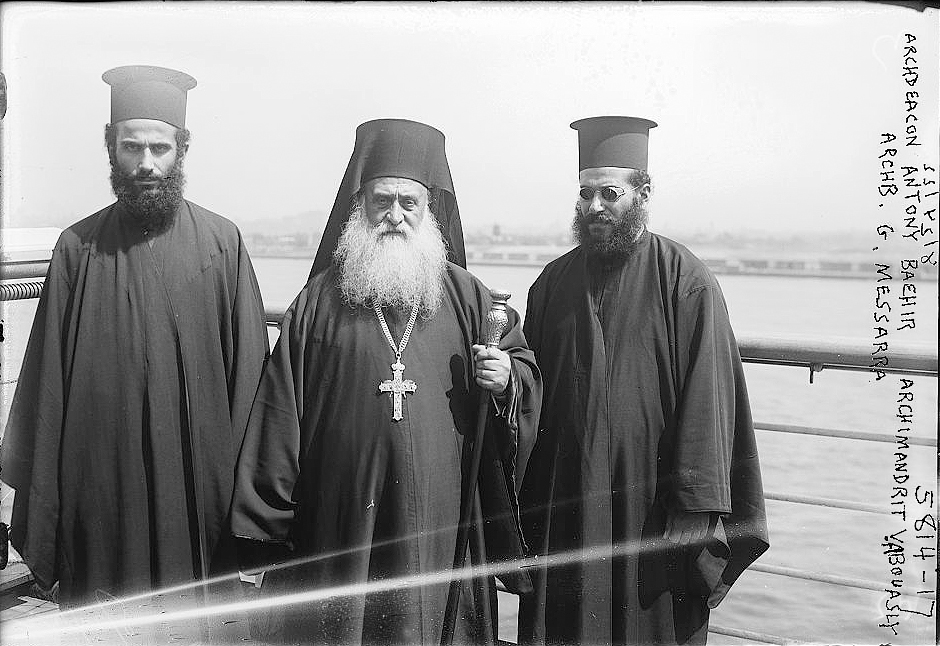
Архидиакон Антоний (Башир), митрополит Герасим (Мессара), архимандрит Виктор (Або-Ассали) в США

В XIX веке тяжёлое положение Антиохийского Патриархата заметно улучшилось благодаря помощи из России, но в связи с революцией 1917 года помощь из России иссякла, и к концу Первой мировой войны Антиохийская церковь отчаянно нуждалась в финансовой помощи. После Первой мировой войны делегация, возглавляемая Чарльзом Эмхардтом из Епископальной церкви США, была направлена для расследования статуса её миссии в Сирии. Именно в Сирии Патриарх Антиохийский Григорий IV установил контакт с Эмхардтом. В Православной епархиальной канцелярии в Бейруте состоялась встреча митрополита Герасима с Эмхардтом, а диакон Антоний Башир выступил в качестве переводчика. Эмхардт предложил помочь Церкви Антиохии при условии, что Патриарх признает действительность таинств Епископальной церкви. Благодаря этому, Епископальная церковь сделает всё возможное, чтобы облегчить финансовое бремя Антиохийской церкви. Очевидно, это условие было отвергнуто Патриархом. Однако во время разговора Эмхардт упомянул, что в сентябре 1922 года будет общее собрание протестантской епископальной церкви в Портленде, штат Орегон. Патриарх рассмотрел возможность отправки делегации на эту конвенцию, чтобы заявить о позиции Антиохийской церкви и поэтому решил отправить делегацию, состоящую из митрополита Герасима, архимандрита Виктора Або-Ассали и диакона Антония.

### Священническое служение в США

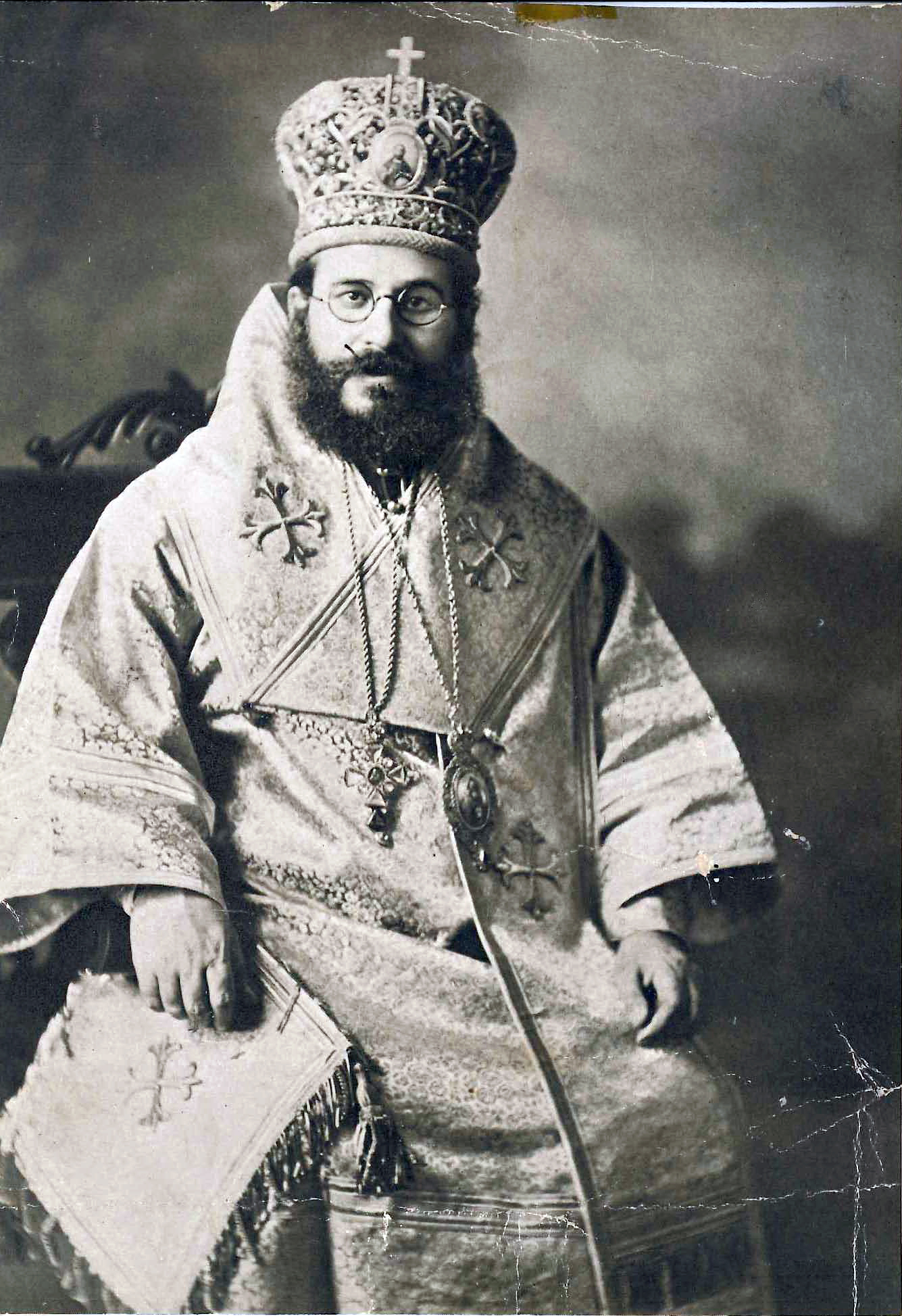
Архиепископ Виктор (Або-Ассали)

После участия в данном мероприятии, митрополит Герасим и архидиакон Антоний начали разъезжать по США, Мексике и Кубе, прося для финансовой помощи для больницы святого Георгия и Школы мира в Бейруте. По возвращении в Нью-Йорк в том же году архидиакон Антоний был митрополитом Герасимом рукоположен в сан священника и возведён в сан архимандрита в Атлантик-Сити с целью посещения и создания церквей среди сирийских американцев, которые проживали в США и Канада, особенно те общины, которые не имели постоянного духовенства.
В 1923 году он попросил об отпуске, чтобы присоединиться к его матери и нескольким членам его семьи в Чихуахуа, Мексика, для написания и перевода преимущественно произведений Халиля Джебрана, самого известного ливанского поэта и художника того времени. Джебран критиковал некоторые переводы. Архимандрит Антоний говорит, и митрополит принял это спокойно.
После двух лет самостоятельной работы архимандрит Антоний был вызван из Чихуахуа, чтобы вернуться и помочь новорукоположенному архиепископу Виктору (Або Ассали), назначенному главой новой Антиохийской православной архиепископии в Северной Америке. В 1924 году он был назначен на свой первый приход святого Георгия в Виксбурге, штат Миссисипи, и после непродолжительного периода на него была возложена обязанность посещения и обслуживания общин на Среднем Западе.
В 1927 году он был назначен настоятелем Георгиевского прихода в Терре-Хот, штат Индиана. Священник Георгий Радос написал в 1967 году по случаю 40-летия Георгиевского прихода: «благодаря его постоянным усилиям и примеру другим был организован приход. При его поддержке была создана система залога для всех прихожан с целью обеспечения стабильного дохода, другая финансовая помощь была получена от многих церковных социальных функций, таких как обеды, танцы, аукционы и лотереи. Его уважали и любили его люди за его искреннюю преданность и приверженность православной вере и заботу о нашем народе».
В 1930 году он был переведён на приход святого Георгия в Детройт, штат Мичиган. Мосе Нассар, священник прихода Святого Георгия, вспоминает отца Антония во время интервью в 1972 году «как яркую звезду своего времени».

### Епископская хиротония и раскол Антиохийской епархии в Северной Америке

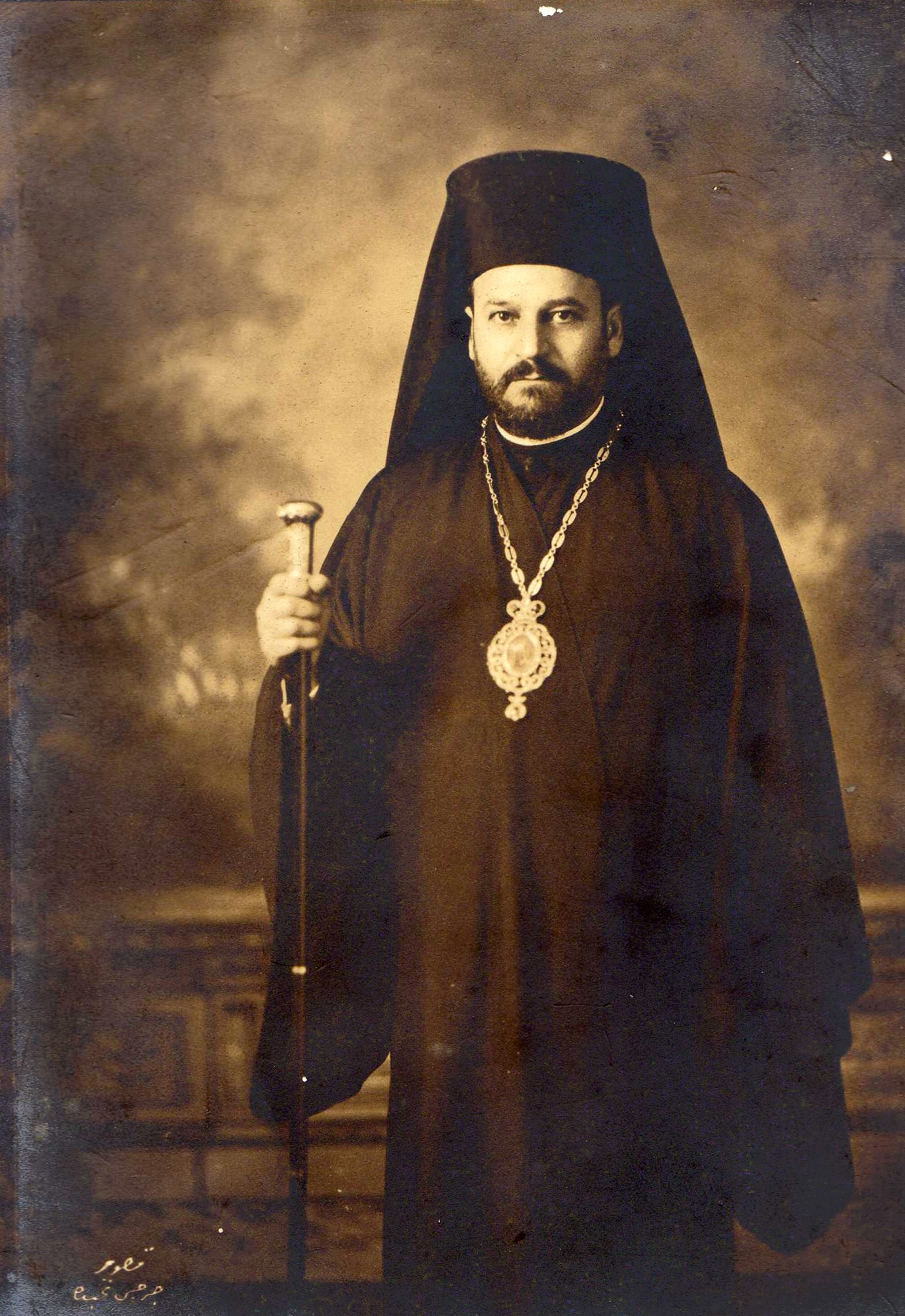
Епископ Толедский Самуил (Давид)

19 апреля 1934 года скончался архиепископ Виктор (Або-Ассали), после чего архимандрит Антоний (Башир) был назначен викарием Антиохийской архиепархии в Северной Америке в ожидании Патриаршего представителя митрополит Тирского и Сидонского Феодосия (Абурджели), который был послан из Дамаска на съезд для назначении епископа для овдовевшей Архиепископии.
Среди кандидатов на выборах были: архимандрит Антоний (Башир), архимандрит Самуил (Давид) и архимандрит Агапий (Голам); все трое на тот момент проживали в США. После интенсивного диалога и переговоров о единстве верующих в США и Канаде было решено, что архимандрит Антоний (Башир) будет посвящен в архиепископы Нью-Йоркского и всей Северной Америки, а затем архимандрит Самуил (Давид) будет рукоположён в викарного епископа Толедского — по названия города Толедо в штате Огайо. Но это соглашение так и не было выполнено.
19 апреля 1936 года в Никольский собор в Бруклине, штат Нью-Йорк архимандрит Антоний был рукоположен в сан епископа митрополитом Тирским и Сидонским Феодосием в сослужении с иерархом РПЦЗ архиепископом Виталием (Максименко). Однако в тот же день в Толедо, штат Огайо, клирики русской Северо-Американской митрополии, архиепископ Адам (Филипповский), епископ Арсений (Чаговец) и епископ Леонтий (Туркевич) рукоположили архимандрита Самуила (Давида) во епископа Толедского. Это вызвало путаницу и раскол среди верующих антиохийского патриархата в США и Канаде. В итоге архиепископа Антония признали около 30 приходов. В 1939 году архиепископ Антоний получил титул митрополита Нью-Йоркского и всей Северной Америки.
В последующие годы трения и недоверие продолжались, несмотря на предпринимаемые попытки примирения. Объединить 2 антиохийские юрисдикции удалось лишь преемнику Антония митрополиту Филиппу (Салибе) в 1975 году.

### Глава Антиохийской православной архиепископии Северной Америки

#### Американизация Церкви и продвижение православия в США
Стал активно внедрять английский язык во все сферы жизни возглавляемой им епархии и издавать на нём печатные материалы. В интервью «Brooklyn Daily Eagle» от 4 февраля 1939 года он сказал:

Сирийская Православная [Церковь] ограничена в своих догматах и доктринах, держась за Апостольский и Никейский символы веры и семь вселенских соборов Церкви. Мы не можем этого изменить. Мы признаём Христа своим единственной главой.
Но мы живём в Америке и в двадцатом веке, и мы должны сделать так, чтобы наша Церковь, насколько это возможно, соответствовала американскому образу жизни и отвечала требованиям растущего американского поколения, которое держится за старую веру, но больше не заинтересовано в сохранении старого арабского языка своих отцов. Для стариков и наших старших священников мы по-прежнему используем арабский язык, но церковь, которая будет держаться только за старое, умрёт вместе с поколением, которому это было нужно. <...>
Наши сирийцы американизируются намного быстрее, чем почти любая другая раса. Мы постепенно переводим обряд на английский язык, сохраняя, конечно, обрядовые традиции Церкви. Наши воскресные школы полностью англоязычны <...> Наша молодёжь называет себя американцами, а не сирийцами.
Оригинальный текст (англ.)The Syrian Orthodox is narrow in its dogma and doctrine, clinging to the Apostolic Nicene creed and the seven ecumenical councils of the church. We cannot change that. We acknowledge Christ as our only head.

But we are living in America and in the twentieth century and must make our Church conform so far as we can to the American way of living and meet the demands of the rising American generation, which clings to the old religion but is no longer interested in retaining the old Arabic of their fathers. For the old people and our older priests we still use the Arabic, but a Church that would cling to the old exclusively would die with the generation that demanded it.
We are new to America and there are no rules of jurisdiction to apply to us. Our Church laws antedate America, but our Syrians become Americanized more quickly than almost any other race. We are gradually transforming the ritual into English, keeping, of course, the ceremonial traditions of the Church. Our Sunday Schools are wholly in English.
Some of the older priests do not understand English, but most of them accept the new orders without question. I am drawing young Americans into our priesthood. I have ordained eight young Americans as priests within the last two years.

We have to cater to the old, who grow fewer each year, but it is to the younger generation that the Church looks for its continuance. Our young people call themselves Americans, not Syrians.

Считал, что православие не привязано ни к какому священному языку, признавая все языки как творение Бога и используя при необходимости их в богослужении. Им и под его руководством было переведено на английский язык более 30 книг по православной истории, вероучению, догматике, традициям, молитвам и музыке. В 1957 году он основал англоязычный журнал «The Word», который лично редактировал.
Позиционировал в 1957 году свою епархию и православие вообще следующим образом:

ПРАВОСЛАВИЕ — свободолюбивая, демократическая вера... она — часть того, лучшего, что есть в нашей свободной Америке. Наши люди являются неотъемлемой частью Америки, с радостью отдающие своё достояние и кровь своих сыновей, чтобы защитить её свободные институты, которые являются отражением свободы, которую они находят в своей вере. Если лучшее из Византии сохранилось, то это есть в Соединённых Штатах, и если есть православный политический идеал, он закреплён в Конституции и Декларации независимости.
Оригинальный текст (англ.)ORTHODOXY IS A freedom-loving, democratic faith . . . it is at its best in our free America. Our people are part and parcel of America, gladly giving their treasure and the blood of their sons to safeguard its free institutions which are the reflection of the freedom they find in their faith. If the best of Byzantium has survived, it is in the United States, and if there is an Orthodox political ideal, it is enshrined in the Constitution and the Declaration of Independence.

Его неустанными усилиями православная церковь была признана четвёртой по значимости в стране, и митрополит Антоний неустанно трудился над достижением этой цели в сотрудничестве с другими православными иерархами. Он сыграл важную роль в движении, которое привело к штамповке Eastern Orthodox (E.O.) на опознавательных знаках мужчин и женщин в вооруженных силах США. В 1937 году он стал первым православным иерархом, который молитвой открыл сессию Палаты представителей США. Был дружен с президентом США Франклином Рузвельтом.

#### Молодёжное служение и подготовка новых клириков
Для того чтобы молодёжь не ушла из Церкви, митрополит Антоний помимо введения английского языка в богослужение и образование, стал развивать молодёжное служение. При содействии Чарльза Хайдера из Лоуренса, штат Массачусетс, и многих верующих из общин Новой Англии, он основал в 1938 году Православную молодёжную организацию, получившую название «Федерация сирийской антиохийской православной молодёжи». В 1939 году эта организация получила новое название «Православный Кафолический фронтир» (The Orthodox Catholic Frontier). Для установления единства на национальном уровне в 1951 году была создана Сирийская Православная молодёжная организация (Syrian Orthodox Youth Organization). Под руководством митрополита Антония она стала первой религиозной организацией, занимающейся в первую очередь духовным ростом и единством молодёжи в Антиохийской архиепископии Северной Америки. Благодаря этому движению были созданы новые воскресные школы, проведены хоровые фестивали, переведена на английский язык литургическая музыка, сформирована финансовая помощь на благотворительные цели и миссии. Данная организация стала издавать первый журнал для православной молодёжи — «Orthodox American».
Активно призывал молодых мужчин, родившихся в США, поступать в семинарию для подготовке к принятию священства. Он также приглашал молодых людей из Сирии и Ливана, которые говорили на родном арабском языке, для служения на приходах в США и Канаде. Своей семинарии у его епархии не было, и большинство семинаристов были поступали в Семинарию Святого креста в Бруклайне (штат Массачусетс), а затем в Свято-Владимирскую духовную семинарию в Нью-Йорке. Он не только оплачивал обучение, проживание и питание семинаристов, но и поддерживал семинарию морально и материально.

#### Межправославные связи
Стремился наладить отношения с другими поместными православными церквами в Северной Америке, которые в межвоенный период были относительно малочисленны, разрозненны и малоизвестны. В 1942 году стал одним из создателей Федерации православных юрисдикций в Америке, которая в марте 1960 года была преобразована в Конференцию православных епископов в Америке (SCOBA), а митрополит Антоний стал её вице-президентом.
Верил в то, что со временем «все ветви Православной Церкви» в США «объединятся в одну большую Американскую Православную Церковь, с английским как универсальным языком». В одном из своих посланий митрополит Антоний отметил: «Как только епископы лучше узнают друг друга, почувствуют радость совместной работы как братья и получат образ единого американского Православия … настанет время, когда у нас будет одна Великая Церковь в этой стране, такая Церковь принесёт ресурсы людям, деньги, личные таланты и престиж и позволит Православию начать миссионерскую работу».

#### Отношения с инославными
Представлял Антиохийский Патриархат на Объединённой христианской конференции Жизнь и деятельность в Эдинбурге, Шотландия, в 1938 году. В том же году он был делегатом на Всемирной конференции по вопросам веры и порядка в Оксфорде, Англия, и был делегатом на многих международных христианских конференциях в течение своей жизни. Не считал полезной изоляцию для себя и своей паствы, считая, что пастырь и его паства должны открыть себя миру с единственной целью — содействовать растропранению православия. Он был первым православным епископом, вступившим к Национальному совету церквей, а декабре 1961 года вице-президентом этой организации. Сочувственно отнёсся к II Ватиканскому собору. Его отношения с инославными снискали ему известность и уважение среди католических, протестантских, еврейских и мусульманских лидеров.
Архиепископ был трезвым реалистом, основываясь на своем опыте Ближнего Востока и Северной Америки относительно возможностей воссоединения христианского мира. Тем не менее он был в авангарде как сторонник необходимости единого фронта против того, в чём видел угрозу христианству: коммунизм и секуляризм.

#### Миссионерская деятельность
Считал, что в православие перейдут много людей из других конфессий в Северной Америке, которые считали римо-католицизм «слишком жёстким», а протестантизм «духовно неудовлетворительным». Митрополит Антоний говорил: «Православие демократично, что нравится американцам, и у нас апостольство, литургия и традиция отцов». Он также считал, что Латинская Америка созрела для православного прозелитизма.
В 1950-е годы к митрополиту Антонию (Баширу) стали обращаться различные англиканские и старокатолические приходы с просьбой присоединить их к православию с сохранением западного обряда, ссылаясь на существование западноправославных приходов в Европе. Митрополит Антоний пришёл к выводу, что церкви, желающие стать православными, могли бы стать православными во всех отношениях, сохраняя при этом все западные литургические обряды, преданные обряды и обычаи, не противоречащие православной вере, которые были выведены из Западного обычая, зародившегося до раскола XI века. 31 мая 1958 года Антиохийский патриарх Александр III, после консультаций с главами Поместных Православных Церквей, издал декрет, разрешивший учреждение православных приходов западного обряда. В августе того же года митрополит Антоний выпустил эдикт, устанавливавший общие и предварительные правила совершения западного обряда в его епархии. Согласно эдикту, присоединяемые приходы и общины, желавшие сохранять западный обряд, должны были исповедовать полное принятие православного вероучения. Эдикт запрещал биритуализм, то есть возможность служения одним клириком византийских и западных обрядов, мирянам одного обряда предписывалось получение особого разрешения на посещение приходов другого обряда. Используемые в присоединяемых общинах литургические чины подлежали обязательному рассмотрению богословской комиссией, в состав которой в 1958 году были включены профессора Свято-Владимирской семинарии ПЦА протоиерей Александр Шмеман, священники Павел Шнейрла и Стефан Апсон, Иоанн Мейендорф. В 1961 году митрополит Антоний присоединил к православию первые 3 прихода, где сохранялось богослужение по римскому обряду.

### Смерть и похороны
В ноябре 1965 года митрополит Антоний регулярно проходил лечение в Нью-Йоркской мемориальной больнице по поводу болезни лимфатической системы, однако это не помешало ему выполнять свои обязанности. В последний раз совершил Божественную литургию 30 января 1966 года в церкви Святой Марии в Бруклине, штат Нью-Йорк. 7 февраля ему стало так плохо, что он решил обратиться за дополнительным лечением. На следующий день он вылетел в Бостон в сопровождении священника Пол Шнейрлы и был госпитализирован в Бостонскую Баптистскую больницу Новой Англии. 15 февраля местный священник возглавляемой им епархии соборовал и причастил его. 16 февраля митрополит Антоний скончался из-за осложнений, вызванных лимфосаркомой.